# Coupe des clubs champions européens féminine de handball 1964-1965
Navigation
Coupe des clubs champions 1963-1964 Coupe des clubs champions 1965-1966
La Coupe des clubs champions européens féminin de handball 1964–1965 est la 5e édition de la plus grande compétition européenne des clubs de handball féminin, organisée par l’IHF. Le nombre de participants a diminué par rapport aux saisons précédentes à cause de l'absence de la Roumanie, de l'Autriche et de la Pologne. De ce fait, le Rapid Bucarest n'a pas participé à cette édition. Les rencontres se sont tenues entre novembre 1964 et le 16 avril 1965. La finale de cette saison a été de nouveau organisée dans un format aller-retour. 
Le HG Copenhague fut sacré champion d'Europe et devint ainsi la première formation du Bloc de l'Ouest à remporter le titre. De son côté, le Budapest Spartacus fut la première équipe hongroise à atteindre la finale de cette compétition.

## Participants
| Équipe                     | Parcours national             |
| -------------------------- | ----------------------------- |
| BSG Fortschritt Weißenfels | Champion d'Allemagne de l'Est |
| Danubia Vienne             | Champion de Autriche          |
| US Ivry                    | Champion de France            |
| Budapesti Spartacus        | Champion de Hongrie           |
| Frigg Oslo                 | Champion de Norvège           |
| Ruch Chorzów               | Champion de Pologne           |
| Kvinnliga IK Sport         | Champion de Suède             |
| ČKD Prague                 | Champion de Tchécoslovaquie   |
| Trud Moscou                | Champion d'URSS               |
| ŽRK Lokomotiva Zagreb      | Champion de Yougoslavie       |

| Équipe            | Parcours national               |
| ----------------- | ------------------------------- |
| 1. FC Nürnberg    | Champion d'Allemagne de l'Ouest |
| HG Copenhague     | Champion du Danemark            |
| HV Swift Roermond | Champion des Pays-Bas           |

## Résultats

### Premier tour
| Club                | Aller   | Total   | Retour  | Club                       |
| ------------------- | ------- | ------- | ------- | -------------------------- |
| Frigg Oslo          | forfait | forfait | forfait | Kvinnliga IK Sport         |
| ČKD Prague          | 16 – 5  | 35 – 12 | 19 – 7  | US Ivry                    |
| Danubia Vienne      | 2 – 9   | 6 – 23  | 4 – 14  | ŽRK Lokomotiva Zagreb      |
| Trud Moscou         | 13 – 10 | 24 – 17 | 11 – 7  | BSG Fortschritt Weißenfels |
| Budapesti Spartacus | 16 – 3  | 33 – 11 | 17 – 8  | Ruch Chorzów               |

### Quarts de finale
| Club                | Aller  | Total   | Retour | Club              |
| ------------------- | ------ | ------- | ------ | ----------------- |
| Roermond            | 6 – 5  | 11 – 10 | 5 – 5  | 1. FC Nürnberg    |
| Budapesti Spartacus | 10 – 7 | 17 – 16 | 7 – 9  | Trud Moscou       |
| ČKD Prague          | 11 – 8 | 15 – 16 | 4 – 8  | Lokomotiva Zagreb |
| HG Copenhague       | 17 – 9 | 17 – 9  | –      | Frigg Oslo        |

### Demi-finales
| Club              | Aller  | Total   | Retour | Club                |
| ----------------- | ------ | ------- | ------ | ------------------- |
| Lokomotiva Zagreb | 6 – 7  | 10 – 14 | 4 – 7  | Budapesti Spartacus |
| HG Copenhague     | 12 – 3 | 28 – 11 | 16 – 8 | Roermond            |

### Finale
| Club          | Aller  | Total   | Retour | Club                |
| ------------- | ------ | ------- | ------ | ------------------- |
| HG Copenhague | 14 – 6 | 21 – 16 | 7 – 10 | Budapesti Spartacus |

## Les championnes d'Europe
| Champion d'Europe - Coupe des clubs champions féminine 1964–1965 HG Copenhague 1er titre |